# 1. Tony-gála
Az 1. Tony-gála 1947. április 6-án került megrendezésre a New York-i Waldorf-Astoria Hotelben. A díjat az Amerikai Színházi Kar alapította a kart 1940-ben újraalapító, 1946-ban elhunyt Antoinette Perry tiszteletére, a műsort pedig a kar társalapítója, Louise Heims Beck szervezte. A házigazda Brock Pemberton volt, neki köszönhető a díj beceneve, a "Tony" is.

A ceremóniát a WOR és a Mutual Network rádióadó közvetítette élőben.

## Győztesek

### Színészek
| Díj                                   | Győztes                                                              |
| ------------------------------------- | -------------------------------------------------------------------- |
| Legjobb férfi főszereplő színdarabban | José Ferrer - Cyrano de Bergerac Fredric March - Years Ago           |
| Legjobb női főszereplő színdarabban   | Ingrid Bergman - Joan of Lorraine Helen Hayes - Boldog születésnapot |
| Legjobb új színész                    | Patricia Neal - Another Part of the Forest                           |
| Legjobb férfi főszereplő musicalben   | David Wayne - Szivárványvölgy                                        |

### Készítők
| Kategória              | Győztes |
| ---------------------- | --- |
| Legjobb rendező        | Elia Kazan - Édes fiaim                                                                                             |
| Legjobb jelmeztervezés | Lucinda Ballard - Boldog születésnapot, Another Part of the Forest, Street Scene, John Loves Mary, Csokoládé katona |
| Legjobb koreográfia    | Agnes de Mille - Brigadoon Michael Kidd - Szivárványvölgy                                                           |
| Legjobb eredeti zene   | Kurt Weill - Street Scene                                                                                           |

### Különdíj
- Dora Chamberlain
- Mr. és Mrs. Ira Katzenberg
- Jules Leventhal
- P.A. MacDonald
- Burns Mantle
- Arthur Miller
- Vincent Sardi Sr.

## Fordítás
- Ez a szócikk részben vagy egészben  a(z)   1st Tony Awards című angol Wikipédia-szócikk fordításán alapul.  Az eredeti cikk szerkesztőit annak laptörténete sorolja fel. Ez a jelzés csupán a megfogalmazás eredetét és a szerzői jogokat jelzi, nem szolgál a cikkben szereplő információk forrásmegjelöléseként.